# Olavius tannerensis
Olavius tannerensis är en ringmaskart som beskrevs av Erséus 1991. Olavius tannerensis ingår i släktet Olavius och familjen glattmaskar. Inga underarter finns listade i Catalogue of Life.